# Lidia Milka-Wieczorkiewicz
Lidia Anna Milka-Wieczorkiewicz (sinh ngày 29 tháng 5 năm 1956 tại Niegoszowice) là một nhà sử học và nhà ngoại giao Ba Lan. Bà là đại sứ của Ba Lan tại Algeria từ năm 2006–2011 và tại Tunisia từ năm 2016–2022.

## Cuộc đời

### Giáo dục và công việc học thuật
Milka-Wieczorkiewicz sinh ngày 29 tháng 5 năm 1956 tại Niegoszowice. Bà tốt nghiệp trung học tại trường Dąbrowa Górnicza. Sau khi theo học tại Đại học Silesia ở Katowice, năm 1979, bà tiếp tục theo học chuyên ngành lịch sử tại Đại học Warsaw. Đây cũng là nơi bà bắt đầu sự nghiệp học thuật. Năm 1988, bà bảo vệ luận án tiến sĩ về mối quan hệ ngoại giao Pháp - Maroc. Với tư cách là một nhà khoa học, bà quan tâm đến lịch sử của các nước Trung Đông và Bắc Phi. Bà đã thực hiện nghiên cứu tại Đại học Mohammed V, Rabat và trường École des hautes études en sciences sociales ở Paris.
Ngoài tiếng Ba Lan, bà cũng thông thạo tiếng Anh và tiếng Pháp.

### Sự nghiệp ngoại giao
Năm 1989 Milka-Wieczorkiewicz tham gia lĩnh vực ngoại giao. Ban đầu, bà làm trưởng bộ phận lãnh sự tại đại sứ quán ở Rabat. Năm 1997, bà trở thành Cố vấn Bộ trưởng tại Vụ Châu Phi và Trung Đông thuộc Bộ Ngoại giao. Kể từ năm 1999, bà phục vụ tại đại sứ quán ở Beirut trong hơn một năm. Năm 2004, bà quay về nước và trở thành tổng thư ký của Ủy ban Quốc gia UNESCO tại Ba Lan. Từ năm 2006 đến năm 2011, bà là Đại sứ Ba Lan tại Algeria và cũng được công nhận tại Burkina Faso và Mali. Vào ngày 3 tháng 8 năm 2016, bà trở thành đại sứ tại Tunisia. Bà kết thúc nhiệm kỳ của mình vào ngày 30 tháng 6 năm 2022.

## Tác phẩm
- Droga do niepodległości: polityka Francji wobec Maroka w latach 1944–1953, Warszawa: Wydawnictwa Uniwersytetu Warszawskiego, 1993.